# Vonnák Diána
Vonnák Diána (Budapest, 1990 –) magyar író, kulturális antropológus.

## Élete
2012-ben az ELTE Bölcsészettudományi Karán filozófia szakon, illetve a Szegedi Tudományegyetem klasszika-filológia szakán szerzett BA-diplomát. 2013-ban a Durhami Egyetem kulturális antropológia szakán végezte el a mesterképzést, 2020-ban PhD-fokozatot szerzett a Durhami Egyetemen. Ukrajna műemlék- és kultúrpolitikájával foglalkozik. A St. Andrews-i Egyetem, majd a Stirlingi Egyetem munkatársa.
Novellái, esszéi jelentek meg többek között a Jelenkor, az Élet és Irodalom, a Műút és Hévíz (folyóirat) lapjain. 2019-ben Móricz Zsigmond Irodalmi Ösztöndíjat kapott. Angol nyelven is publikál, esszéi jelentek meg a Los Angeles Review of Booksban, a The Times Literary Supplement-ben, az Asymptote-ban és a The Calvert Journalben. Riportokat és elemző cikkeket közöl a Magyar Narancsban és a Mércén.
2017–2019 között az Asymptote irodalmi folyóirat, 2020 óta a Versum Online szerkesztője.
Első novelláskötete 2021 őszén jelent meg Látlak címmel. Ezért a könyvéért 2022-ben megkapta a legjobb első prózakötetes szerzőnek járó Margó-díjat.

## Művei
- Látlak. Novellák; Budapest, Jelenkor Kiadó, 2021

## Kritikai visszhang
- Bazsányi Sándor: Nem fotótéma. (2022. január 21. Élet és Irodalom)
- ÉS-KVARTETT – Vonnák Diána Látlak című novelláskötetéről (2022. február 4. Élet és Irodalom)
- Forgách Kinga: Vonnák Diána novellái kitágítják a világot, mégis klausztrofób érzést hagynak maguk után (2022. február 7. Könyves Magazin)
- Papp Sándor Zsigmond: Otthon minden tájon (2022. 01. 15. Könyvterasz)
- Ellenben #1 – Kritikai podcast Vonnák Diána Látlak című novelláskötetéről (2022. március 4. Litera)

## Díjai
- 2019: Móricz Zsigmond-ösztöndíj
- 2019: Versum-díj (jelölés)
- 2021: Horváth Péter irodalmi ösztöndíj (jelölés)
- 2022: Libri irodalmi díj és közönségdíj (rövidlista)
- 2022: MasterCard Alkotótárs ösztöndíj
- 2022: Margó-díj
- 2023: Berlini Művészeti Akadémia, Junge Akademie ösztöndíj

## Interjúk
- Zárójelbe tett előítéletek (Rácz I. Péter, Népszava, 2021. 10. 30.)
- Az ismeretlen is tud ismerős lenni[halott link] (Kormos Lili, Jelen, 2021. 11. 09.)
- "Mire szöveg lesz belőle" (Jablonszki Laura, KULTer.hu, 2021. 12. 02.)
- Nem volt hol elrejtőzni (Papp Sándor Zsigmond, Könyvterasz, 2022. 02. 04.)
- Rossz bölcsész lettem volna Archiválva 2022. július 10-i dátummal a Wayback Machine-ben (Mészáros Márton, 168 Óra, 2022. 03. 14.)
- Vonnák Diána: Muszáj emberi módon megérteni a háborút, ha nem akarunk morálisan zsákutcába menni (plankog, 444, 2023. 07. 08.)
- Madárdal és légiriadó (Az élet meg minden podcast, Tóth Szabolcs Töhötöm, 2023. 08. 01.)